# Mary Longman
Mary Longman (née en 1964 à Fort Qu'Appelle en Saskatchewan) est une artiste canadienne. Elle est d'origine Saulteaux de la Première nation Gordon. Son nom autochtone est Aski-Piyesiwiskwew. Elle est réputée pour ses sculptures, dessins et peintures, qui examinent les enjeux politiques, culturels, spirituels et environnementaux liés à l'expérience des peuples autochtones et au colonialisme, y compris la rafle des années 60 et les pensionnats indiens .

## Carrière
Longman est professeure agrégée en art et histoire de l'art à l'Université de la Saskatchewan. Elle est spécialisée en histoire de l'art autochtone et en sculpture et dessin. Ses œuvres ont été exposées dans des galeries canadiennes, notamment le Musée des beaux-arts du Canada, le Musée des civilisations, la Galerie d'art de Vancouver, la MacKenzie Art Gallery, la Galerie d'art Mendel et le Musée McCord . Ses œuvres ont également été exposées à l'international, notamment au Museum of Modern Art, au Smithsonian et au Hood Museum .
Mary Longman a déclaré qu'elle vise à « décrire les effets psychologiques et sociaux que ces opinions [coloniales] ont sur les membres des Premières nations, les groupes minoritaires et le grand public. Mon ascendance autochtone me permet d'analyser de près et de manière critique les points de vue eurocentriques dans mes expériences de vie quotidienne et de comprendre plus clairement les autres voix autochtones du passé et du présent. Le but est de diffuser une prise de conscience de ces effets de conditionnement et nous espérons apporter un changement très nécessaire de la pensée ».

## Œuvres majeures
La sculpture de Longman Ancestors Rising commandée par la MacKenzie Art Gallery de Regina, en Saskatchewan, marque le centenaire de la Saskatchewan ainsi qu'une présence des Premières Nations dans le paysage sculptural de Regina. Cette sculpture a été dévoilée devant la MacKenzie Art Gallery dans le parc Wascana à l'occasion de la Journée nationale des Autochtones, le 21 juin 2006.
Les expériences familiales de Mary Longman ont influencé son travail. La mère de Longman, née en 1949, et a été placée dans un pensionnat autochtone alors qu'elle était enfant. L'œuvre de Longman intitulée Warrior Woman: Stop the Silence !! a été créée en réponse aux expériences de sa mère,.

## Prix et reconnaissances
Longman a été récipiendaire du prix Distinguished Alumni de l'Emily Carr Institute of Art and Design (2000), finaliste du Prix du lieutenant-gouverneur de la Saskatchewan dans la catégorie Saskatchewan Artist Award (2012) et du Provost Teaching Excellence Award in Aboriginal Education (2015).

## Expositions
Expositions individuelles sélectionnées
- 2016 : Collectif d'artistes de Sâkêwêwak, Regina, Saskatchewan, femmes guerrières et sélection d'œuvres [10]
- 2004 : Galerie d'art Makenzie, Regina, Saskatchewan, Mary Longman
- 2000 : Thunder Bay Art Gallery, Thunder Bay, Ontario, Blood and Stones
- 1999 : Dunlop Art Gallery, Regina, Saskatchewan, Saskdiaspora
- Galerie Waneuskwewin, Saskatoon, Saskatchewan, Blood and Stones
- 1996 : Kamloops Art Gallery, Kamloops, Colombie-Britannique, Traces
- 1995 : Neutral Ground, Regina, Saskatchewan, Coming Home
- 1988 : Emily Carr Institute of Art and Design, Vancouver, Colombie-Britannique, Wolves in Sheep's Clothing